# Путіньяно
Путіньяно (італ. Putignano) — муніципалітет в Італії, у регіоні Апулія,  метрополійне місто Барі.
Путіньяно розташоване на відстані близько 410 км на схід від Рима, 38 км на південний схід від Барі.
Населення — 26 863 особи (2014).
Щорічний фестиваль відбувається 3 серпня. Покровитель — святий Степан.

## Демографія
Населення за роками:

Станом на 1 січня 2023 року в муніципалітеті офіційно проживало 625 іноземців з 61 країни, серед них 120 громадян країн Євросоюзу та 26 громадян України.

## Сусідні муніципалітети
- Альберобелло
- Кастеллана-Гротте
- Конверсано
- Джоя-дель-Колле
- Ночі
- Турі
- Саммікеле-ді-Барі